# Maruja Pacheco Huergo
Maruja Pacheco Huergo (María Esther Pacheco Huergo; * 3. April 1916 in Buenos Aires; † 2. September 1983) war eine argentinische Pianistin, Komponistin, Sängerin, Schauspielerin und Dichterin.

## Leben
Pacheco Huergo studierte Klavier am Conservatorio Williams. Sie wurde von einer Freundin, der Sängerin Nelly Quel, beim Radio eingeführt, und debütierte bei Radio Prieto in musikalischen Komödien von Roberto Gil. Sie trat auch bei Radio Fénix, bei Radio Municipal und 18 Jahre lang bei Radio Belgrano auf. 1938 wurde sie in einer Publikumsumfrage als Miss Radio gewählt.
Sie nahm mehrere Platten auf, darunter einige Tangos und Anfang der 1950er Jahre zwei Alben mit selbst komponierten Kinderliedern unter dem Titel Juguetes musicales. Ihre Pequeña Biblia Musical, eine Reihe von zwölf Liedern nach Texten des Alten Testaments, blieben unveröffentlicht. Nachdem sie Musik zu verschiedenen Filmen komponiert hatte, wirkte sie 1937–38 in drei Filmen als Schauspielerin mit: in James Bauers Paraguay, tierra de promisión (1937), in Jack Davinsons Ronda de estrellas (nach einem Drehbuch von Héctor Bates und Enrique Delfino) und in Yago Blass’ El gran camarada (mit Juan José Piñeyro). Sie veröffentlichte auch mehrere Gedichtbände, darunter Tarde de lluvia, El silencio und La cuna iluminada.
Die bekannteste Komposition Pacheco Huergos war der Tango El adiós nach einem Text von Virgilio San Clemente. Unter den Kompositionen, die aufgenommen wurden, sind zu nennen die Tangos Don Naides (Text von Venancio Clauso, aufgenommen von Rodolfo Galé und dem Orchester Florindo Sassones) und Sinfonía de arrabal (nach einem eigenen Text, aufgenommen von Lita Morales, Horacio Lagos und Romeo Gavioli und dem Orchester Edgardo Donatos), die Habanera Cuando silba el viento (nach einem eigenen Text, aufgenommen von Mercedes Simone) und Gardenias (nach einem Text ihres Ehemannes Manuel Ferradás Campos, aufgenommen 1968 von Osvaldo Ramos und dem Orchester Juan D'Arienzos). Sie vertonte auch Homero Manzis Gedicht Canto de ausencia. Selbst schrieb sie mehrere Texte für Edgardo Donato, darunter Alas rotas, Para qué und Lágrimas (aufgenommen von Horacio Lagos) sowie Triqui tra (aufgenommen von Lita Morales).